# Cristian Scutaru
Cristian Dorel Scutaru (Reșița, 13 aprile 1987) è un calciatore rumeno, difensore del Dumbrăvița.